# Синьково (Смоленский район)
Синьково (до 2000 года — Сеньково) — деревня в Смоленском районе Смоленской области России. Входит в состав Корохоткинского сельского поселения.
Население — 468 жителей (2007 год). Расположена в западной области в 8 км к востоку от городской черты г. Смоленска у автодороги Р134 «Старая Смоленская дорога» Смоленск — Дорогобуж — Вязьма — Зубцов.

## Экономика
Средняя школа, медпункт, магазины.

## Достопримечательности
В Синьково находится памятник погибшим при крушении самолета Ан-12 21 ноября 1983 года — погибли 9 членов экипажа. Причина крушения — обледенение закрылков.